# Nuclear blues
Nuclear blues es el duodécimo, y último en estudio, álbum original de la banda de jazz rock norteamericana "Blood, Sweat & Tears". Fue publicado en 1980 por el sello discográfico MCA Records, en formato LP.

## Historia
Tras su último disco, Brand New Day y la separación de la banda en la gira de presentación, debido a la muerte del saxofonista, Gregory Herbert, y a los malos resultados del disco, nada se había sabido de BS&T durante más de dos años. La aparición de este disco supuso una cierta sorpresa y generó un conflicto interno. En 1979, David Clayton-Thomas reunió un grupo para realizar actuaciones en directo, compuesto por músicos canadienses y realizó una grabación para un sello subsidiario de MCA, Lax Records. Por presiones de la compañía, el disco apareció a nombre de "Blood, Sweat & Tears", una reencarnación de la banda que, no obstante, fue ocasional. La publicación de este disco generó un fuerte enfrentamiento entre Bobby Colomby, poseedor de los derechos del nombre del grupo, y el cantante, que se solucionó finalmente con un contrato entre ambos por el que Colomby «arrendaba» a Clayton-Thomas el uso del nombre para las actuaciones en directo, aunque no podría usarse para nuevas grabaciones.
El disco estaba producido por Jerry Goldstein, actuando como ingenieros Chris Huston y Wally Traugott. Se grabó en Miami y se mezcló en Los Ángeles. El diseño corrió a cargo de George Osaki y del propio Thomas, con dibujo de Robert Tolone y fotografías de David Street. La música se caracterizó por un funky al estilo de Tower of Power, con temas propios de muy buena factura. Su recorrido comercial fue muy pobre, no consiguiendo situarse en el Billboard 200.
Inicialmente, el disco no se publicó en Europa hasta que, ya en 1984, se editó por un sello barato alemán, Astan Music, bajo el título de The Challenge, sin créditos y descontextualizado, incluyendo fotos de formaciones anteriores de la banda.

## Lista de temas

### Cara A
- 1. Agitato  (Cassidy)
- 2. Nuclear blues  (Thomas)
- 3. Manic Depression  (Hendrix)
- 4. I'll drown in my own tears  (Glover)

### Cara B
- 1. Fantasy Stage  (Thomas/Piltch)
- 2. Spanish wine (Suite)

a) Introduction - La cantina  (R. Piltch)
b) Spanish wine theme  (Cassidy)
c) Latin fire (BS&T)
d) The Challenge  (BS&T)
e) The Duel  (BS&T)
f) Amor  (BS&T)
- 3.  Spanish wine (reprise)  (Cassidy)

## Músicos
- David Clayton-Thomas - cantante
- Bruce Cassidy - trompeta y fliscorno.
- Earl Seymour - saxo tenor, saxo barítono y flauta.
- Vernon Dorge - saxo soprano, saxo alto y flauta.
- Richard Martínez - piano, órgano Hammond, Fender Rhodes, sintetizadores.
- Robert Piltch - guitarras
- David Piltch - bajo
- Bobby Economou - batería